# بيورن كارلسون (لاعب هوكي الجليد)
بيورن كارلسون (بالسويدية: Björn Karlsson)‏ هو لاعب هوكي الجليد سويدي، ولد في 7 يناير 1989 في Rävemåla ‏ في السويد.

## وصلات خارجية
- بيورن كارلسون على موقع EliteProspects.com (الإنجليزية)
- بيورن كارلسون على موقع HockeyDB.com (الإنجليزية)